# Колосов, Валерий Александрович
Колосов Валерий Александрович (род. 21 февраля 1947, Кривой Рог, Днепропетровская область) — советский и украинский промышленный деятель, учёный в области горного дела, горный инженер. Доктор технических наук (2002). Член-корреспондент Академии горных наук Украины (1995).

## Биография
Родился 21 февраля 1947 года в городе Кривой Рог.
В 1971 году окончил Криворожский горнорудный институт. В 1971—1973 годах — горный мастер шахты имени Ленина рудоуправления имени В. И. Ленина треста «Ленинруда» в городе Кривой Рог.
В 1973—1978 годах — на комсомольской работе: 1-й секретарь Терновского районного комитета ЛКСМ Украины, затем 2-й секретарь Криворожского городского комитета ЛКСМ Украины.
С 1978 года — на подземных предприятиях Кривбасса. В 1984—1986 годах — горный мастер, директор шахты «Гвардейская». В 1986—1990 годах — заместитель заведующего промышленно-транспортного отдела.
В 1990—1993 годах — начальник производственного отдела производственного объединения «Кривбассруда», в 1993—1998 годах — генеральный директор. В 1998—1999 годах — генеральный директор Криворожского железорудного комбината. С 22 февраля 1999 года — председатель правления государственной компании «Укррудпром», генеральный директор ассоциации «Укррудпром».
С 2002 года преподаёт на кафедре подземной разработки месторождений полезных ископаемых в Криворожском национальном университете.
Активный участник общественной жизни Кривого Рога, неоднократно избирался депутатом Терновского районного[когда?]

 и Криворожского городского советов, членом исполкома Криворожского городского совета.

## Научная деятельность
Специалист в области усовершенствования технологий подземной добычи, повышения качества показателей добычи руд. Автор научных работ.
Изучал повышение качества железорудной продукции и показателей работы шахт на основе усовершенствования технологий добычи и переработки; перспективные направления развития предприятий подземного Кривбасса; обоснование технологических схем производства аглоруды; стратегию, задачи и организацию научно-технического развития горнорудных предприятий.
Внёс значительный вклад в решение ряда важных научных и народнохозяйственных проблем в области добычи и переработки железных руд Кривбасса, в первую очередь — комплекс теоретически и экспериментально обоснованных и внедрённых новых систем разработки, повышавших качество руды и экономию ресурсов.
От внедрения некоторых новаций, разработанных лично, годовой экономический эффект составлял 1,9 млн грн. Была проведена работа по реструктуризации отрасли — по инициативе выполнены научно-изыскательские работы по обоснованию нецелесообразности ликвидации убыточных шахт, определены объёмы и источники финансирования их консервации, что позволило сохранить и в дальнейшем возобновить работу.

### Научные труды
- Повышение качества железорудной продукции и показателей работы шахт на основе совершенствования технологии добычи и переработки [Текст]: диссертация доктора техн. наук / Криворожский технический ун-т. — Кривой Рог, 2002. — 272 л.
- Инструкция по нормированию, прогнозированию и учёту показателей извлечения руды из недр при подземной разработке железорудных месторождений / Кривой Рог, 2006 (в соавторстве).

## Награды
- Государственная премия Украины в области науки и техники (20 декабря 2006)[3];
- Заслуженный работник промышленности Украины (21 февраля 2007)[4];
- Почётный гражданин Кривого Рога (23 апреля 2008);
- Знак «За заслуги перед городом» (Кривой Рог) 3-й (10.05.2000, № 375), 2-й (27.02.2006, № 138), 1-й (21.02.2007, № 173) степеней.